# Disziplinarmaßnahme (Bundeswehr)
Mit einer Disziplinarmaßnahme können in Deutschland Dienstvergehen (§ 23 SG) von Soldaten der Bundeswehr geahndet werden. Sie werden in einfache und gerichtliche Disziplinarmaßnahmen unterschieden. Die Verhängung von letzteren ist den Wehrdienstgerichten vorbehalten (§ 15 Abs. 1 WDO).

## Allgemeines
Der zuständige Disziplinarvorgesetzte bestimmt nach pflichtmäßigem Ermessen, ob und wie wegen eines Dienstvergehens einzuschreiten ist. Er hat dabei auch das gesamte dienstliche und außerdienstliche Verhalten zu berücksichtigen. Die Befugnis, Disziplinarmaßnahmen zu verhängen und die sonst den Disziplinarvorgesetzten obliegenden Entscheidungen und Maßnahmen zu treffen (Disziplinarbefugnis), haben die Offiziere, denen sie nach der Wehrdisziplinarordnung zusteht, und deren truppendienstliche Vorgesetzte sowie die Vorgesetzten in vergleichbaren Dienststellungen, denen sie durch den Bundesminister der Verteidigung zur Erfüllung besonderer Aufgaben verliehen wird. „Oberster Disziplinarvorgesetzter“ ist der Bundesminister der Verteidigung (§ 27 Abs. 1 WDO).
Dem Bundespräsidenten steht das Gnadenrecht hinsichtlich der nach der Wehrdisziplinarordnung verhängten Disziplinarmaßnahmen zu. Er übt es selbst aus oder überträgt die Ausübung anderen Stellen.

## Einfache Disziplinarmaßnahmen
Hat der Soldat ein Dienstvergehen begangen, prüft der Disziplinarvorgesetzte, ob er es bei einer erzieherischen Maßnahme bewenden lassen oder ob er eine Disziplinarmaßnahme verhängen will. Er prüft ferner, ob er das Dienstvergehen zur Verhängung einer Disziplinarmaßnahme weiterzumelden oder die Entscheidung der Einleitungsbehörde herbeizuführen hat (§ 33 Abs. 1 WDO). Der Disziplinarvorgesetzte soll erst dann disziplinar einschreiten, wenn andere Maßnahmen erfolglos geblieben sind. Will der Disziplinarvorgesetzte eine Disziplinarmaßnahme verhängen, muss er die Schuld des Soldaten für erwiesen halten (§ 33 Abs. 2 WDO). Der zuständige Disziplinarvorgesetzte entscheidet allein verantwortlich; ihm kann nicht befohlen werden, ob und wie er ahnden soll (§ 35 Abs. 1 WDO).
Wird durch die Ermittlungen ein Dienstvergehen nicht festgestellt oder hält der Disziplinarvorgesetzte eine Disziplinarmaßnahme nicht für zulässig oder angebracht, hat er seine Entscheidung dem Soldaten bekannt zu geben, wenn er ihn zuvor gehört hat (§ 36 Abs. 1 WDO). Bei Art und Maß der Disziplinarmaßnahme sind Eigenart und Schwere des Dienstvergehens und seine Auswirkungen, das Maß der Schuld, die Persönlichkeit, die bisherige Führung und die Beweggründe des Soldaten zu berücksichtigen (§ 38 Abs. 1 WDO). In der Regel ist mit den milderen Disziplinarmaßnahmen zu beginnen und erst bei erneuten Dienstvergehen zu schwereren Disziplinarmaßnahmen überzugehen (§ 38 Abs. 2 WDO).
Als einfache Disziplinarmaßnahmen können verhängt werden:
- Verweis: Tadel wird aktenkundig gemacht und dem Soldaten vom Vorgesetzten mitgeteilt
- strenger Verweis: Tadel wird in Anwesenheit des Betroffenen vor den dienstgradgleichen und dienstgradhöheren Soldaten der Einheit bekanntgemacht
- Disziplinarbuße bis zur Höhe der monatlichen Bezüge, bei Soldaten die weniger als einen Monat Dienst leisten, bis zur Höhe des ihnen zustehenden Betrages
- Ausgangsbeschränkung: die dienstliche Unterkunft darf nicht verlassen werden, zusätzlich kann bestimmt werden, dass kein Besuch empfangen werden darf und Gemeinschaftsräume nicht betreten werden dürfen (verschärfte Ausgangsbeschränkung). Sie dauert mindestens einen Tag und höchstens drei Wochen und darf nur gegen Soldaten verhängt werden, die verpflichtet sind, in der dienstlichen Unterkunft zu wohnen.
- Disziplinararrest: Dauer mindestens drei Tage und höchstens drei Wochen; nur nach richterlicher Zustimmung.[1]

Nebeneinander können verhängt werden:
- Disziplinararrest und Ausgangsbeschränkung
- bei unerlaubter Abwesenheit des Soldaten von mehr als einem Tag: Ausgangsbeschränkung und Disziplinarbuße oder Disziplinararrest und Disziplinarbuße

Die Befugnis, Disziplinarmaßnahmen zu verhängen und die sonst den Disziplinarvorgesetzten obliegenden Entscheidungen und Maßnahmen zu treffen (Disziplinarbefugnis), haben die Offiziere, denen sie nach der Wehrdisziplinarordnung zusteht, und deren truppendienstliche Vorgesetzte sowie die Vorgesetzten in vergleichbaren Dienststellungen, denen sie durch den Bundesminister der Verteidigung zur Erfüllung besonderer Aufgaben verliehen wird. „Oberster Disziplinarvorgesetzter“ ist der Bundesminister der Verteidigung (§ 27 Abs. 1 WDO).

## Gerichtliche Disziplinarmaßnahmen
Gerichtliche Disziplinarmaßnahmen sind:
- Kürzung der Dienstbezüge: um mindestens 1/20 bis höchstens 1/5 für die Dauer von sechs Monaten bis zu fünf Jahren
- Beförderungsverbot für ein bis vier Jahre
- Herabsetzung in der Besoldungsgruppe, wenn der Dienstgrad mehrere Besoldungsgruppen umfasst, z. B. Hauptmann (A 11 und A 12), Oberstleutnant (A 14 und A 15), Oberst (A 16, B2 und B 3)
- Dienstgradherabsetzung: unbeschränkt, bei Offizieren nur bis zum niedrigsten Dienstgrad der Laufbahn (z. B. Leutnant, Stabsarzt, Stabsapotheker, Stabsveterinär, Hauptmann, Major), bei Berufsunteroffizieren nur bis zum Feldwebel.
- Entfernung aus dem Dienstverhältnis: nach der Entlassung Unterhaltsbeitrag von 50 % der letzten Bezüge, das Gericht kann bei schweren Dienstvergehen den Unterhaltsbeitrag ausschließen.
- Kürzung des Ruhegehalts: nur bei ehemaligen Soldaten
- Aberkennung des Ruhegehalts: nur bei ehemaligen Soldaten
- Aberkennung des Dienstgrades: es erlischt die Befugnis als ehemaliger Soldat den Dienstgrad mit dem Zusatz a. D. zu führen.

## Missbilligende Äußerungen
„Missbilligende Äußerungen“ eines Disziplinarvorgesetzten, die nicht ausdrücklich als Verweis oder strenger Verweis bezeichnet werden (Belehrungen, Warnungen, Zurechtweisungen oder ähnliche Maßnahmen), sind keine Disziplinarmaßnahmen. Dies gilt auch dann, wenn sie mit einer Entscheidung verbunden werden, mit welcher der Disziplinarvorgesetzte oder die Einleitungsbehörde ein Dienstvergehen feststellt, von der Verhängung einer Disziplinarmaßnahme oder der Einleitung eines gerichtlichen Disziplinarverfahrens aber absieht (§ 23 Abs. 3 WDO).

## Förmliche Anerkennungen
Förmliche Anerkennungen fallen nicht unter den Begriff der Disziplinarmaßnahme, auch wenn sie umgangssprachlich gelegentlich als „positive Disziplinarmaßnahme“ bezeichnet werden.